# Rajongemeinde Klaipėda
Die Rajongemeinde Klaipėda (litauisch Klaipėdos rajono savivaldybė) ist eine der 60 Selbstverwaltungen in Litauen. Hier wohnen 64.826 Einwohner (2021). Das Zentrum ist die Stadt Gargždai.

## Ortschaften
Die Rajongemeinde (Pasvalio rajono savivaldybė) umfasst:
- 2 Städte:
  - Gargždai – 17.045 Einwohner
  - Priekulė – 1625

- 7 Städtchen (miesteliai), darunter:
  - Vėžaičiai – 2000 Einwohner
  - Dovilai – 1231
  - Kretingalė – 1000
  - Veiviržėnai – 964
  - Endriejavas – 718

- 302 Dörfer, darunter:
  - Dercekliai – 4200 Einwohner
  - Agluonėnai – 701
  - Dreverna – 600

## Amtsbezirke

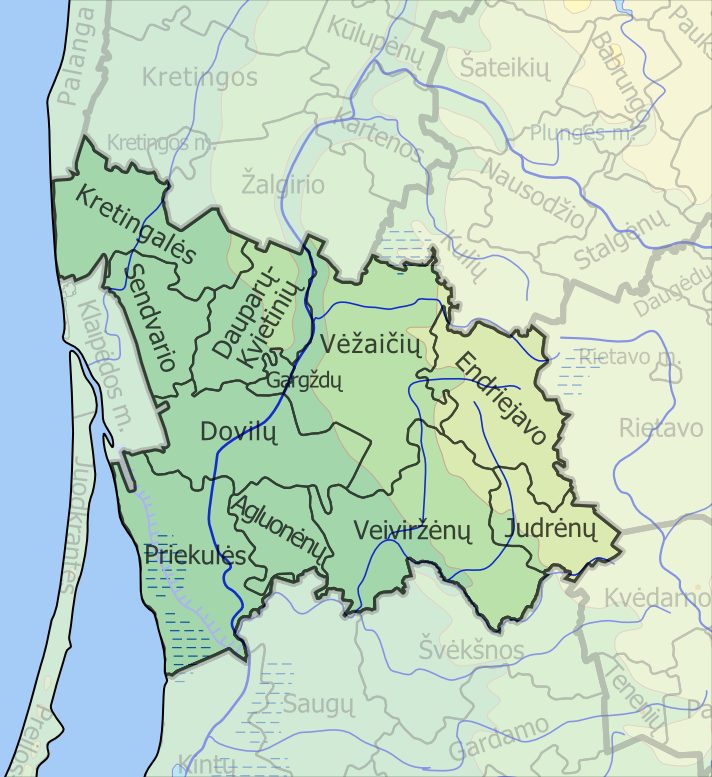
Amtsbezirke der Rajongemeinde Klaipėda

In der Landgemeinde Klaipėda gibt es 11 Gemeindebezirke:
- Agluonėnai
- Dauparai-Kvietiniai
- Dovilai
- Endriejavas
- Gargždai
- Judrėnai
- Kretingalė
- Priekulė
- Sendvaris
- Veiviržėnai
- Vėžaičiai

## Bürgermeister
- Vaclovas Dačkauskas
- Seit April 2019: Bronius Markauskas (* 1960), LVŽS

## Söhne und Töchter
- Aurimas Pečkauskas (* 1987 in Tilvikai), Arzt und Politiker, Vizeminister der Gesundheit